# Jawar Mohammed

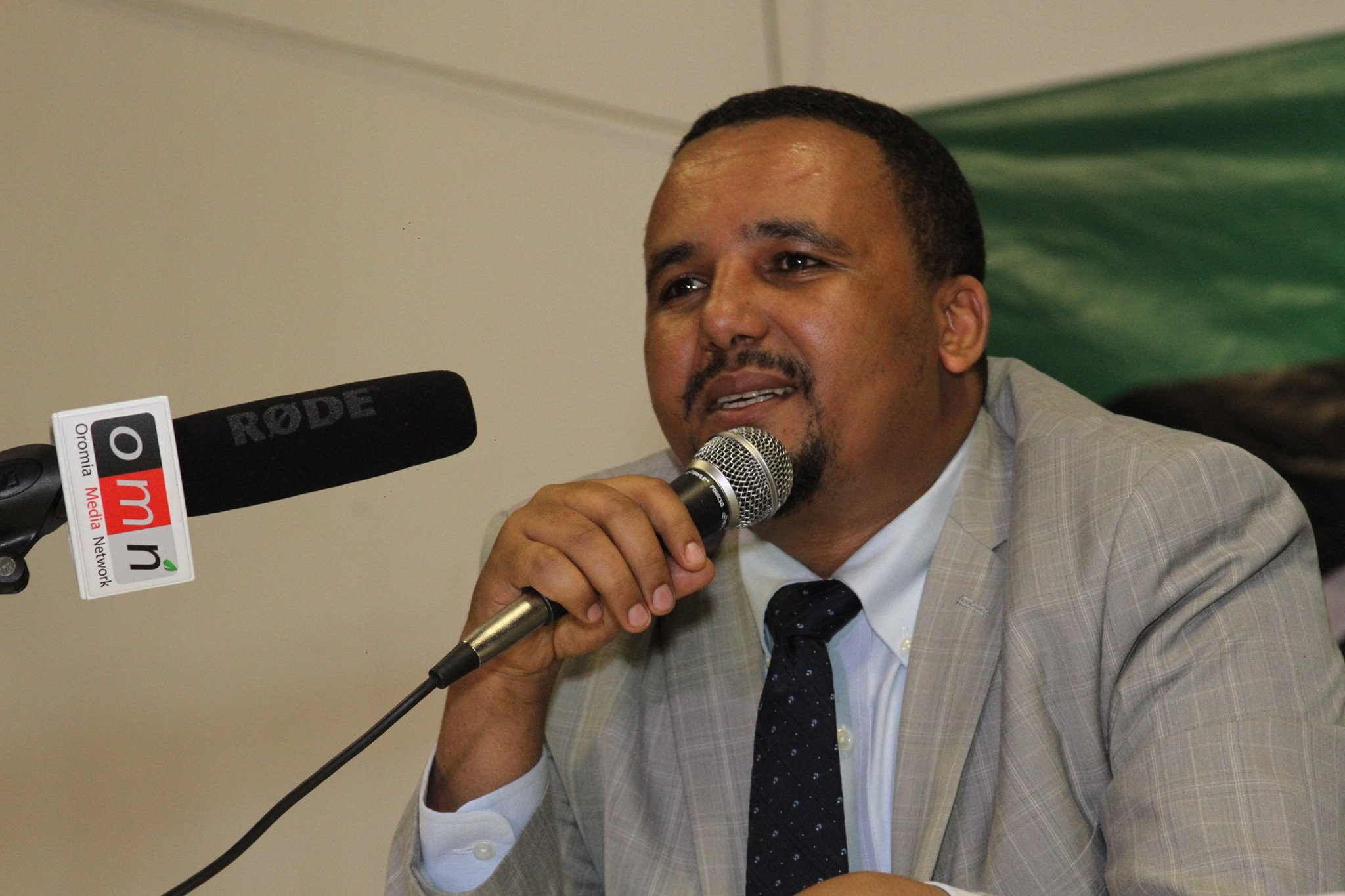

Jawar Mohammed (em oromo: Jawaar Mahaammad; amárico:  ጃዋር መሃመድ; nascido em 12 de maio de 1986) é um analista e ativista político nascido na Etiópia.  Um dos fundadores da Oromia Media Network (OMN), Jawar foi um dos principais organizadores dos protestos etíopes de 2016  e a principal inspiração intelectual da Associação Internacional da Juventude Oromo (Movimento Nacional da Juventude pela Liberdade e Democracia), popularmente conhecida como Qeerroo ("Juventude"). Com 1,75 milhão de seguidores no Facebook, ele é uma figura popular entre muitos oromos; no entanto, tem sido uma figura controversa no país. 
Conflitos interétnicos ocorreram no início de novembro de 2019 na região de Oromia, onde 86 pessoas foram mortas após apelos à violência por Jawar Mohammed, descrito como um nacionalista Oromo. Este último acusa o primeiro-ministro de planejar seu assassinato após a retirada de seus guarda-costas.
Em 30 de junho de 2020, Jawar foi preso pela Polícia Federal da Etiópia após um incidente entre os guardas de Jawar e a polícia que resultou na morte de um policial. O incidente ocorreu quando Jawar e seus guardas interceptaram o transporte de restos mortais pertencentes a Hachalu Hundessa, um popular cantor etíope que foi assassinado, em sua cidade natal de Ambo, localizada a 100 km a oeste de Adis Abeba. Jawar queria fazer o funeral em Adis Abeba, enquanto os pais e a esposa de Hachalu queriam fazer o funeral em Ambo. 35 pessoas, incluindo Jawar, foram presas, junto com oito Kalashnikovs, cinco pistolas e nove transmissores de rádio. 
Em setembro de 2020, o governo etíope anunciou acusações contra vários líderes da oposição, incluindo Jawar Mohammed, por terrorismo e incitação à violência. As acusações, que podem levar à prisão perpétua, estão ligadas à violência que eclodiu após o assassinato de Hachalu Hundessa, um cantor de Oromo muito popular em junho de 2020. Nos dias que se seguiram, pelo menos 178 pessoas foram mortas em violência interétnica ou policial. 